# Erigeron annuus
Erigeron annuus es una especie perteneciente a la familia Asteraceae. Originaria de los Estados Unidos.

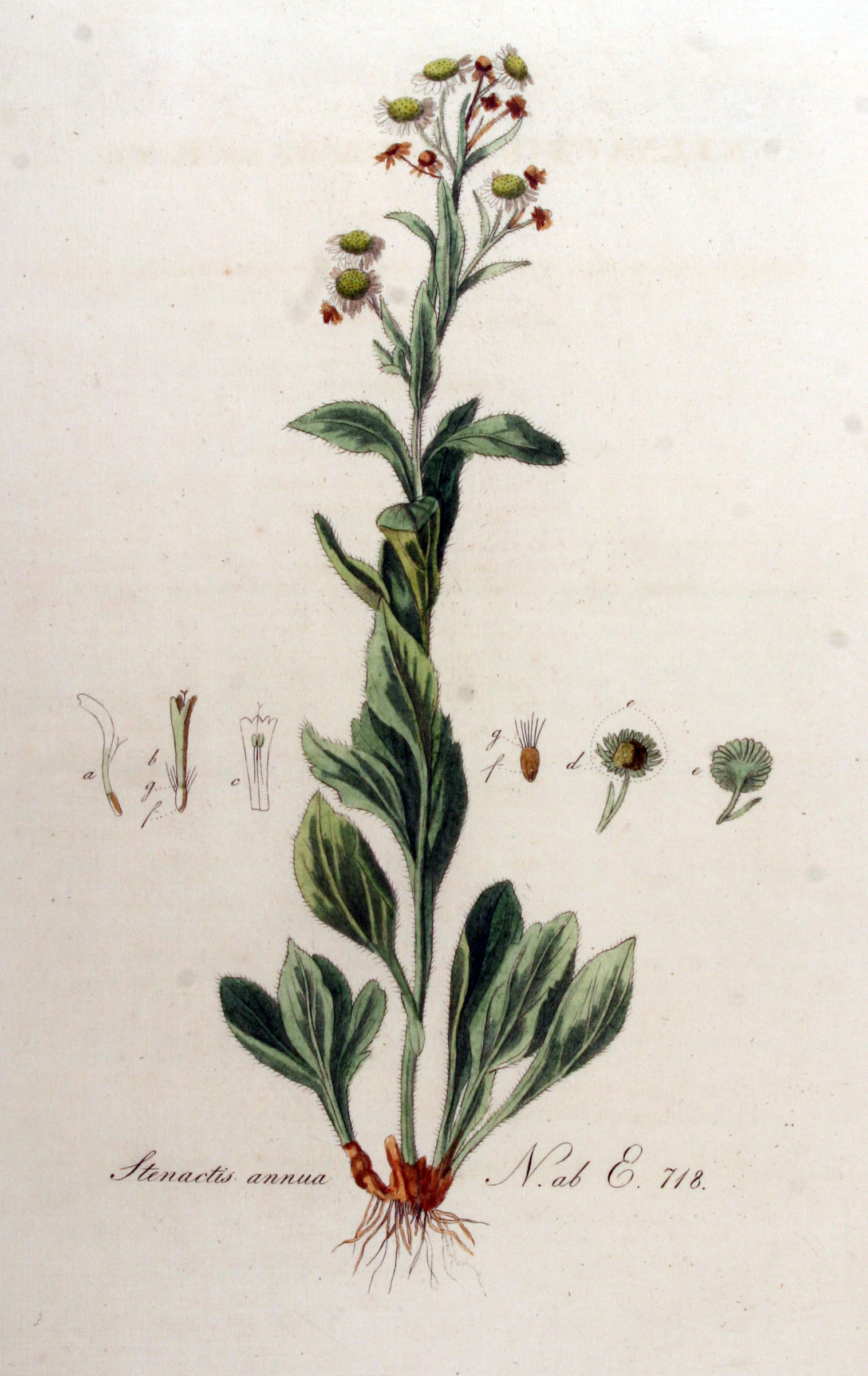
Ilustración

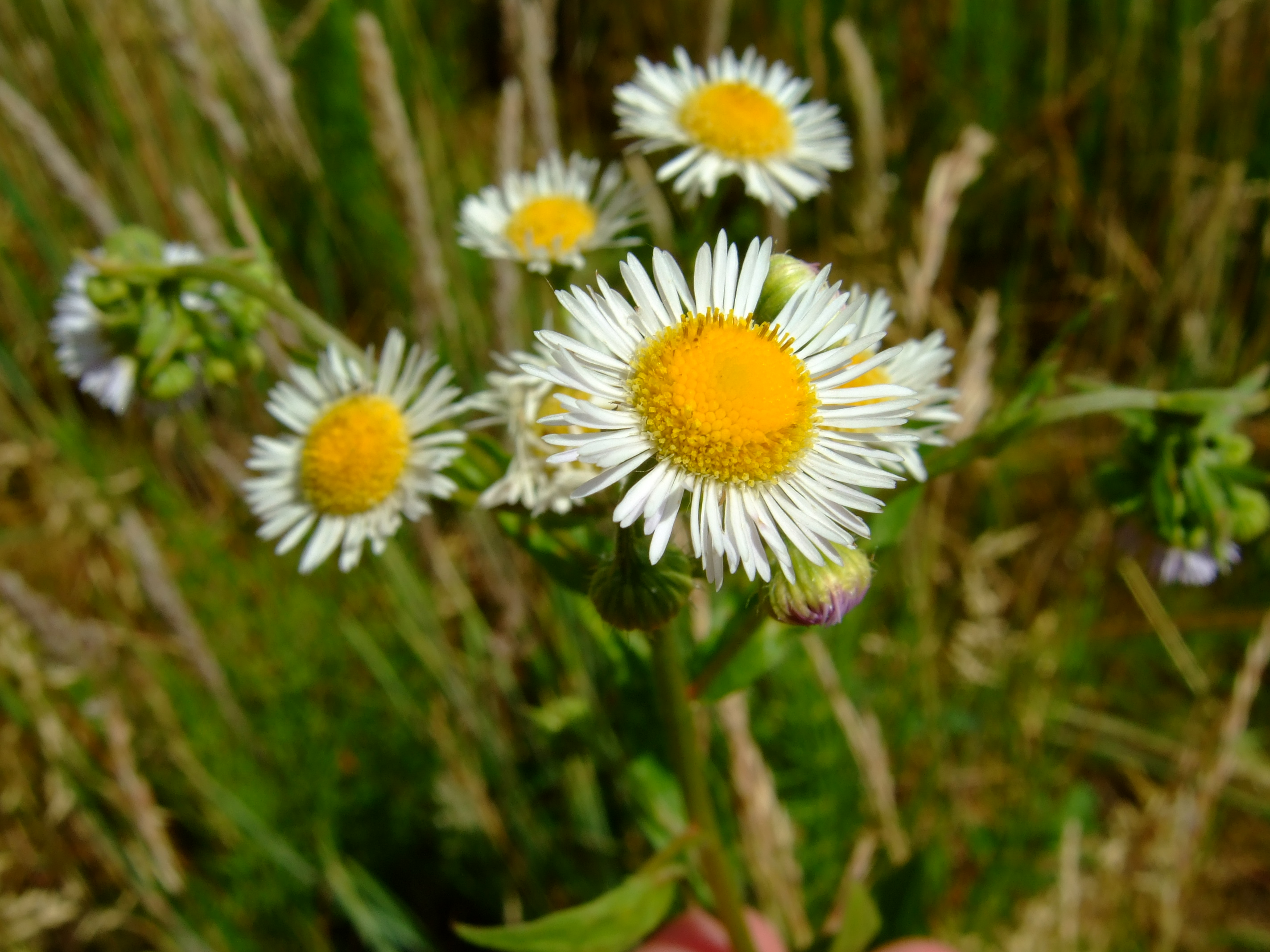
Flores

## Descripción
Es una planta anual, rígida, erecta, que alcanza un tamaño de 100–150 cm de alto, con raíz axonomorfa bien desarrollada; tallos teretes a angulados, estriados, escasamente aplicado-pubescentes. Hojas oblanceoladas, gradualmente reducidas hacia la parte superior, las de la mitad del tallo 3–8 cm de largo y 0.5–1.5 cm de ancho, márgenes irregularmente dentados a casi enteros, escasamente estrigosas a glabras, 1- o débilmente 3-nervias; pecíolos alados, algo abrazadores. Capitulescencias de panículas corimbosas, frondosas; capítulos pocos a muchos, 3–4 mm de largo y 6–8 mm de ancho; involucros hemisféricos; filarias en 2–3 series, eximbricadas, linear-lanceoladas, 3–4 mm de largo y 0.6–0.8 mm de ancho, agudas, márgenes escariosos, gruesamente pubescentes; flósculos del radio 90–150, en 1–2 series, las lígulas 5–6 mm de largo, blancas, azules al marchitarse; flósculos del disco numerosos, con corolas ca 2 mm de largo. Aquenios 1–1.2 mm de largo, no acostillados, esparcidamente estrigosos; vilano en 2 series, la exterior de escamas diminutas, la interna de 8–12 cerdas delicadas, de 2 mm de largo.

## Distribución
Es una especie aparentemente rara, que se encuentra  en ambientes alterados,  maleza ampliamente distribuida en el sureste de los Estados Unidos pero ampliamente naturalizada en otros sitios.

## Taxonomía
Erigeron annuus fue descrita por (Carlos Linneo) Pers. y publicado en Synopsis Plantarum 2: 431. 1807.
Etimología
Erigeron: nombre genérico que deriva de las palabras griegas: eri = "temprano" y geron =  "hombre viejo", por lo que significa "hombre viejo en la primavera", en referencia a las cabezas de semillas blancas mullidas y la floración temprana y fructificación de muchas especies.
annuus: epíteto latíno que significa "anual".
Sinonimia
- Erigeron annuus var. discoideus Cronquist
- Stenactis annua (L.) Nees[4]